# عسر شحميات الدم
عسر شحميات الدم أو اضطراب شحميات الدم (بالإنجليزية: Dyslipidemia)‏ هو وجود كميات غير طبيعية من الكوليسترول أو الدهنيات في الدم بسبب الغذاء و نمط الحياة. يعد فرط شحميات الدم أبرز أنواع عسر شحميات الدم في الدول المتقدمة. الزيادة المستمرة في مستوى الإنسولين في الدم قد تؤدي إلى عسر شحميات الدم.

## أنواعه
|                    | الزيادة | النقصان |
| ------------------ | --- | --- |
| الدهنيات           | - فرط شحميات الدم: دهنيات - فرط كوليسترول الدم: كوليسترول. فرط كوليسترول الدم العائلي هو نوع خاص من فرط كوليسترول الدم ويحصل بسببخلل في الصبغي 19 (19p13.1-13.3). - فرط غليسيريدات الدم: غليسيريدات - فرط ثلاثي غليسيريد الدم: ثلاثي الغليسريد | - نقص شحميات الدم - نقص كوليسترول الدم: كوليسترول |
| البروتينات الدهنية | - فرط بروتينات الدم الشحمية: البروتينات الدهنية (عادة بسبب البروتياتن الدهنية منخفضة الكثافة إلا إذا ذكرت) - هونيميا: كيلومكرونات | - نقص بروتينات الدم الشحمية: البروتينات الدهنية - فقد البروتين الشحمي بيتا من الدم: البروتينات الدهنية نوع بيتا - داء طنجة (أو نقص البروتين الشحمي ألفا العائلي): بروتين دهني مرتفع الكثافة |
| كلاهما             | - فرط شحميات الدم المشترك: كلا من البروتياتن الدهنية منخفضة الكثافة وثلاثي الغليسريد | |